# Туйск
Туйск (пол. Tujsk, нем. Tiegenort) — сельский населённый пункт в административном районе гмины Стегна Новодворского повята Поморского воеводства северной части Польши. Поселение расположено в 7 км к северу от города Гданьский Новый Двор (пол. Nowy Dwor Gdanski) и в 34 км к востоку от областного центра Гданьска.

## Историческая справка
Перед 1793 годом территория являлась частью Королевской Пруссии, а в период 1793‒1919 годов — Пруссии и Германии. С 1920 по 1939 годы входит в состав территорий Свободного города Данциг. Вновь в составе Германии с 1939 по 1945 годы. С 1945 года — польские территории. После Второй мировой войны прусско-немецкое население выслано с занимаемых территорий проживания и их земли заменены поляками.
Согласно административно-территориальному делению Польши в 1975—1998 годах, поселение принадлежало административной провинции Эльблонг.

## География
Туйск расположен в раснинной местности континентального климата. Наивысшая точка около 125 метров над уровнем моря и 20,0 км к востоку от Туйска. Вокруг поселения сельскохозяйственные угодья и поля. Среднегодовая температура составляет +7°С. Самый теплый месяц — август, со вредней температурой +20 °C, и самый холодный — январь, со средней температурой −8 °C.

## Демография
Численность населения деревни, к 2011 году, составляла — 668 житель. Плотность населения округи составляет около 83 человека на квадратный километр площади.
|         | Всего | До трудоспособного возраста | Трудоспособного возраста | Старше трудоспособного возраста |
| ------- | ----- | --------------------------- | ------------------------ | ------------------------------- |
| Мужчины | 348   | 68                          | 256                      | 24                              |
| Женщины | 320   | 70                          | 190                      | 60                              |
| Всего   | 668   | 138                         | 446                      | 84                              |

## Фотогалерея

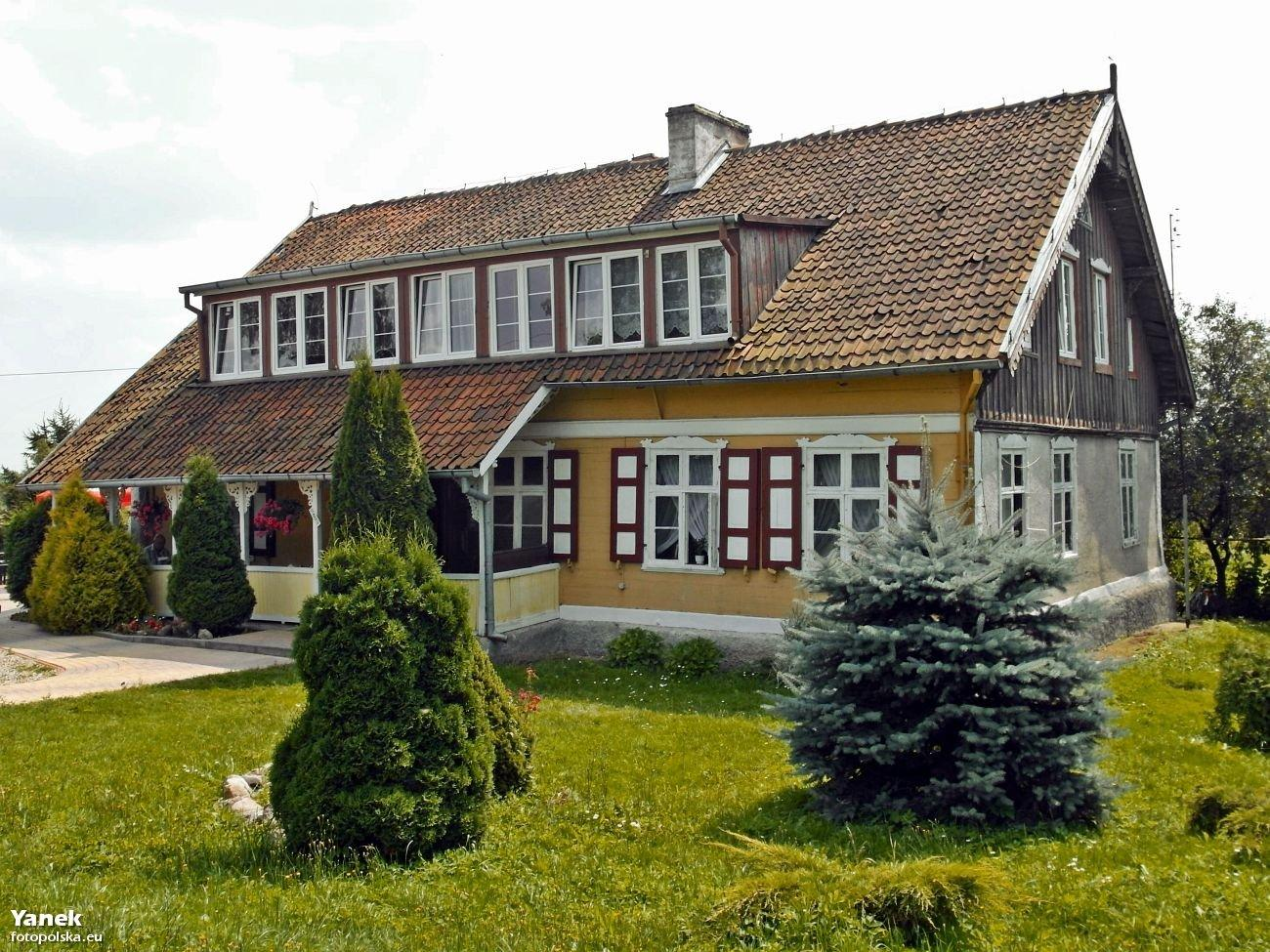
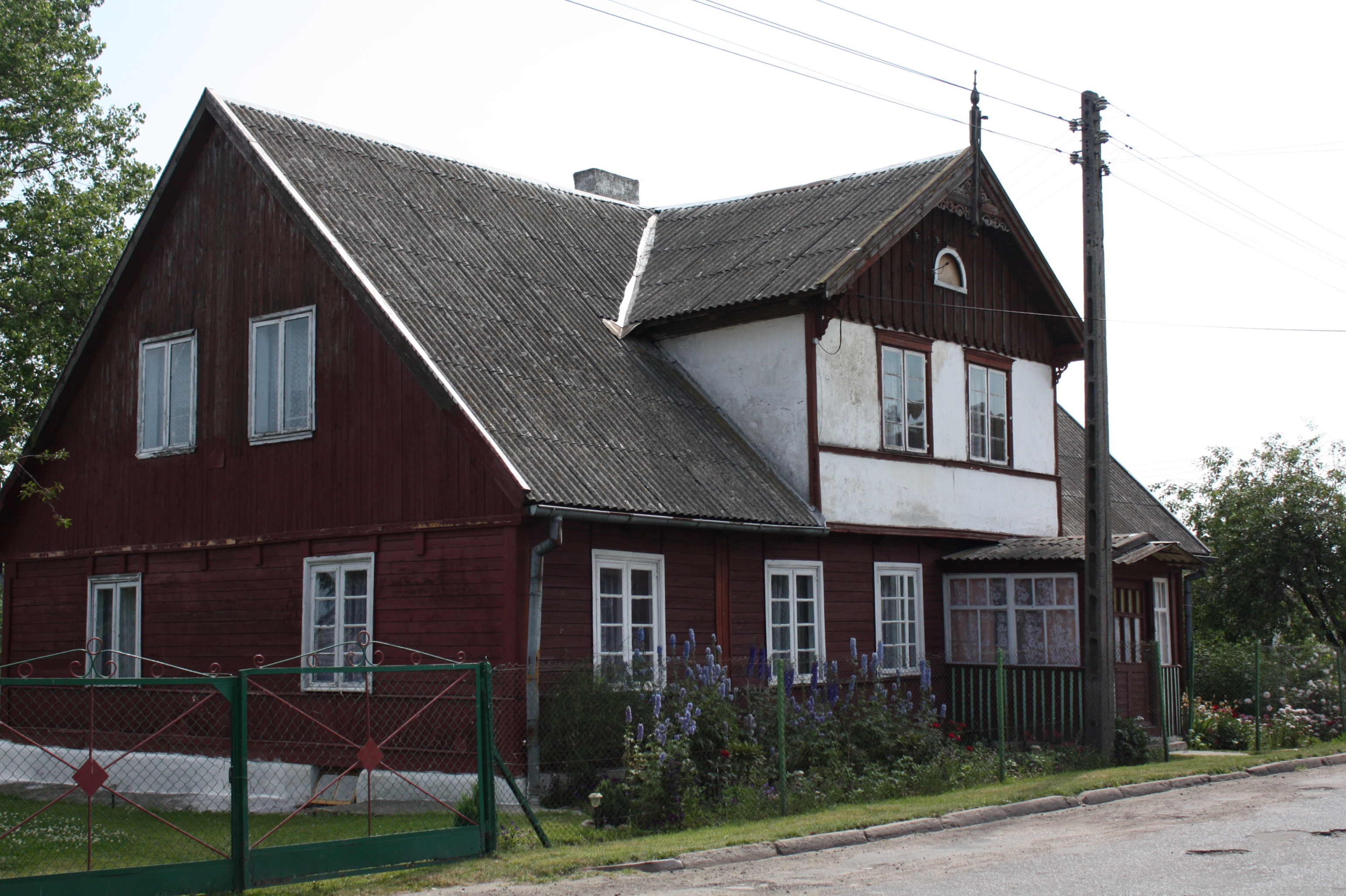
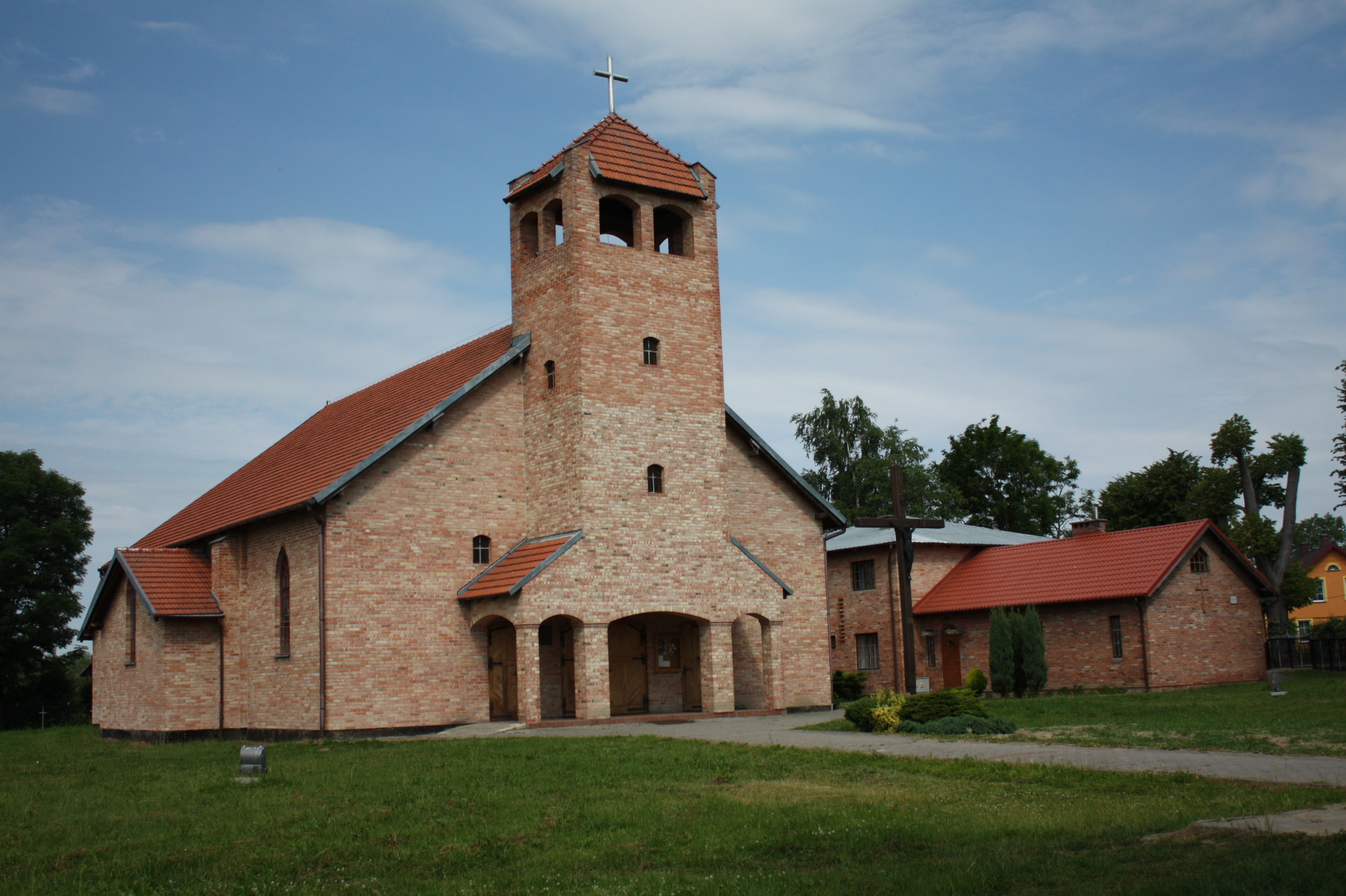
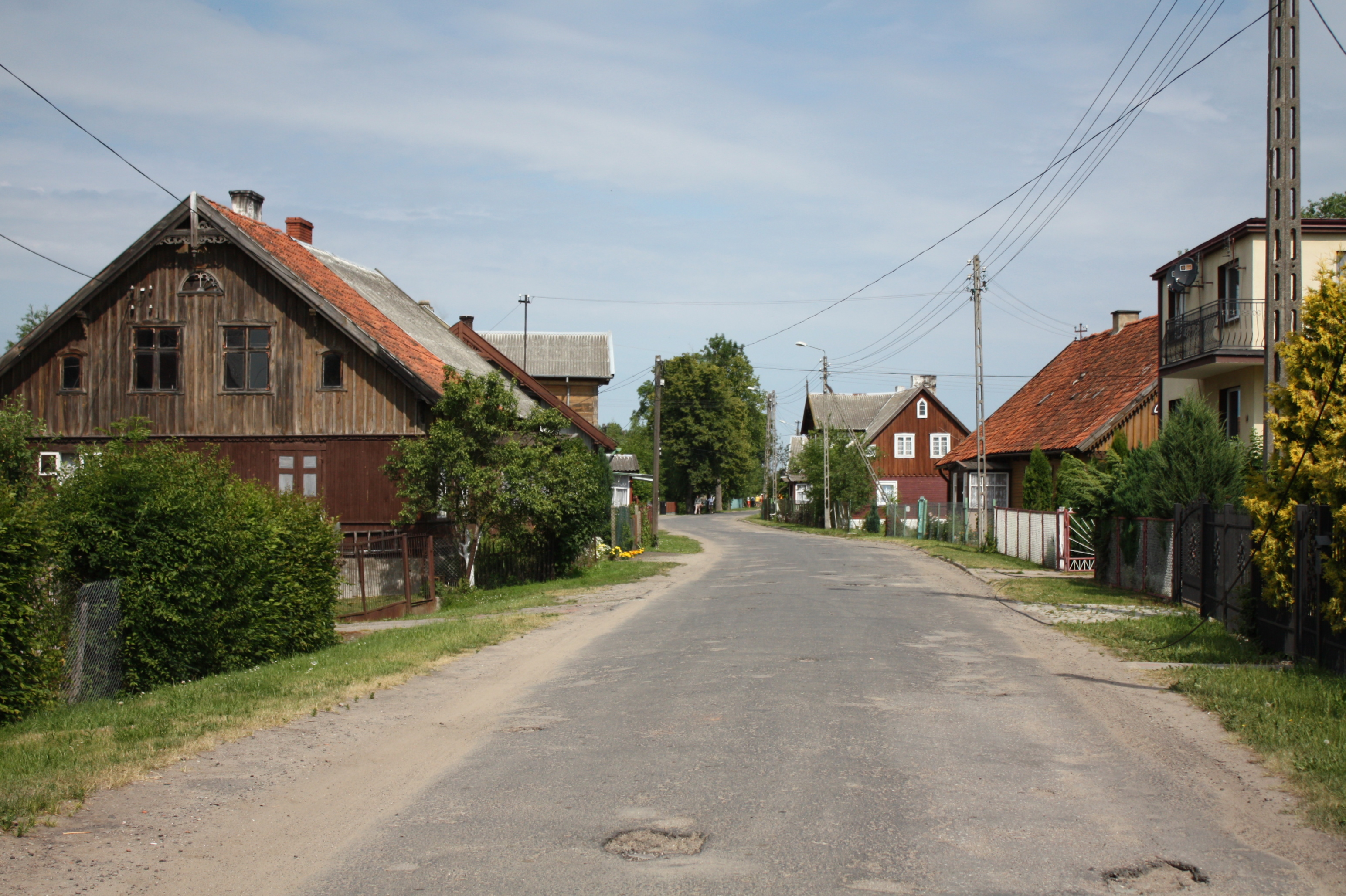
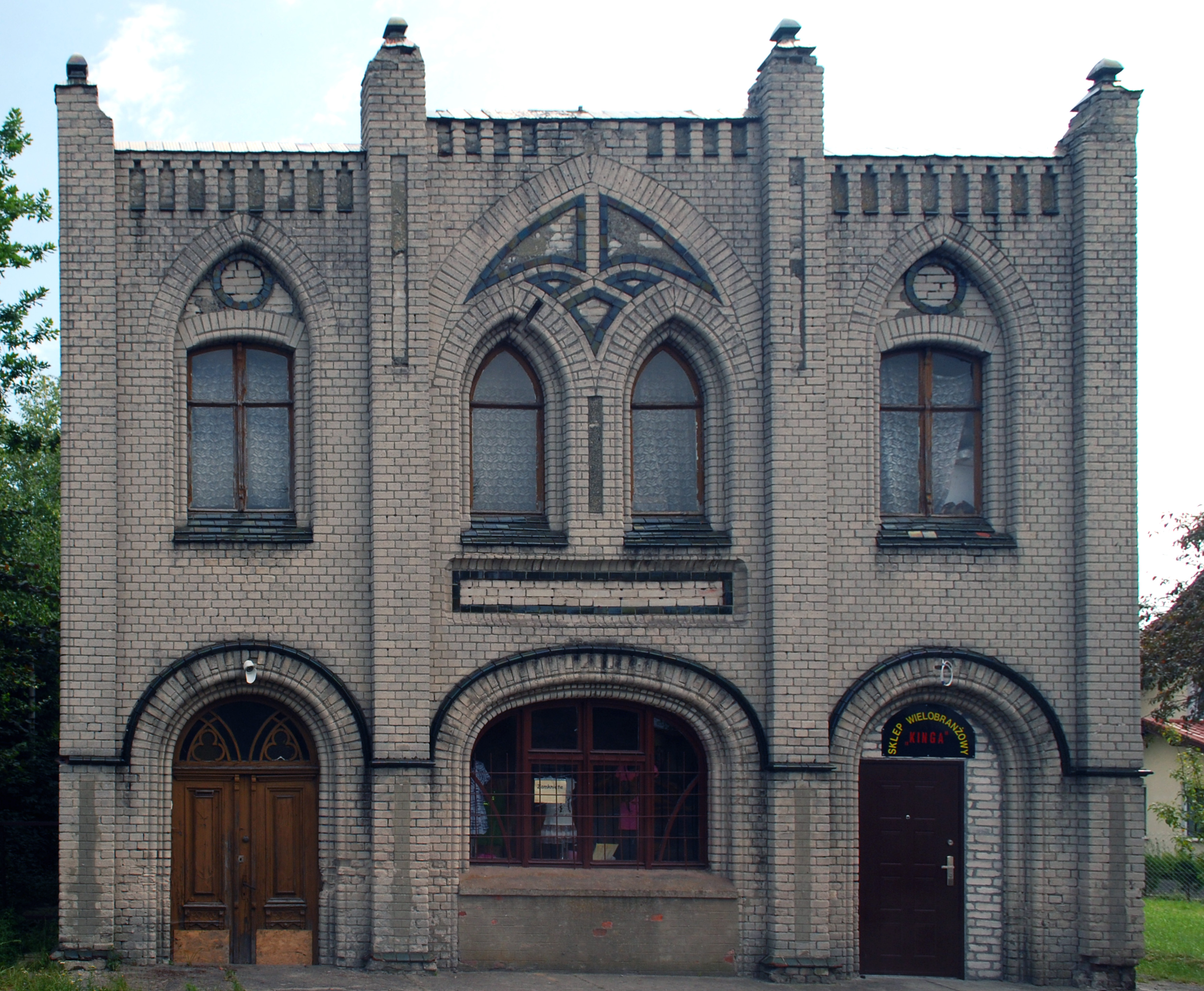
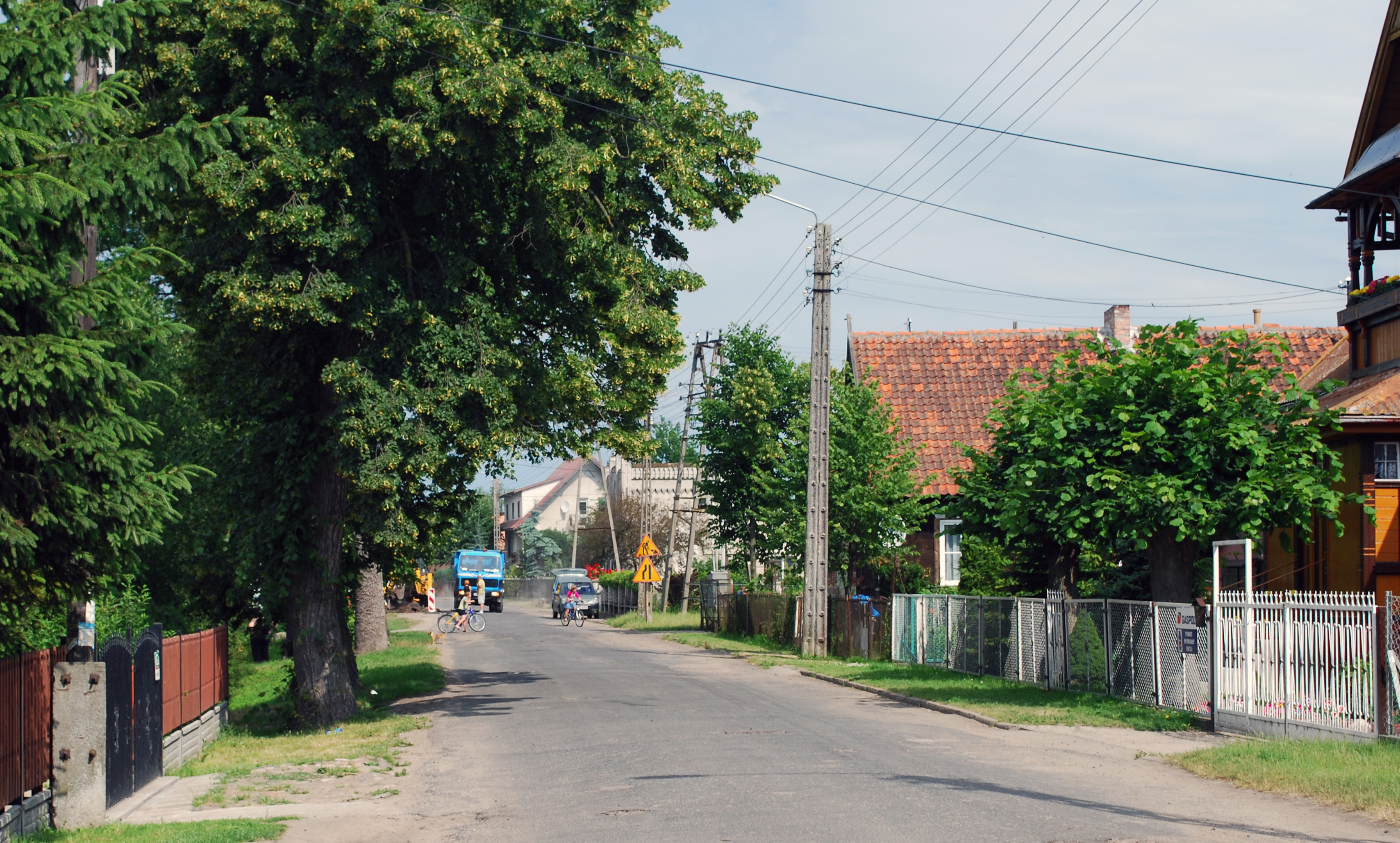